# Белый тигр (фильм, 2021)
Белый тигр — американский драматический фильм 2021 года режиссёра Рамина Бахрани. В фильме снимались Адарш Гурав в своей первой главной роли вместе с Раджкуммаром Рао и Приянкой Чопрой, которая также была исполнительным продюсером фильма. В фильме использована музыкальная партитура, созданная Дэнни Бенси и Сондером Джурриансом, а съёмкой и монтажом фильма занимались Паоло Карнера и Тим Стрито.
Фильм является адаптацией одноимённого романа Аравинда Адиги. Главный герой по имени Балрам родом из деревни вынужден был бросить школу, но его не оставляла мечта стать богатым и освободиться от унижения со стороны представителей высших каст. Он использует свой ум и хитрость, чтобы вырваться из нищеты и подняться на вершину.
Адига опубликовал свою книгу и решил экранизировать её в конце 2010 года, когда права были проданы продюсеру Мукулу Деоре, но фильм так и не сняли. Премьера фильма «Белый тигр», снимавшегося в Дели с октября по декабрь 2019 года, состоялась 6 января 2021 года в Лас-Вегасе а 13 января его показали в ряде кинотеатров США . Он выпущен во всем мире через потоковую платформу Netflix 22 января 2021 года. «Белый тигр» получил положительные отзывы критиков, которые высоко оценили режиссуру, сценарий и исполнение актёрского состава.

## Сюжет
Накануне визита премьер-министра КНР Вэнь Цзябао в Индию в 2010 году предприниматель Балрам Халвай составляет электронное письмо с просьбой о встрече с ним, где рассказывает историю своей жизни. Он считает, что в Индии существует две страны, и что представители низшего класса Индии оказались в ловушке. вечное состояние рабства, очень похожее на цыплят в курятнике. Рабство, по его мнению, держится как на методах унижения, используемых высшим классом, чтобы удержать низшие классы в подчинении, так и на фаталистическом менталитете, навязанном низшим классом самому себе.
Балрам родился в бедной крестьянской семье в деревне Лакшмангарх. Благодаря своему хорошему знанию английского и грамотности Балрам получил стипендию на обучение в школе в Дели. Ему говорят, что он «белый тигр» — «тот, кто приходит только раз в поколение». Однако, когда его отец не может расплатиться с деревенским домовладельцем и богатым угольным магнатом по кличке «Аист», бабушка Балрама заставляет его работать в деревенском чайном домике, чтобы помочь выплатить долг, и Балрам так и не поступает в школу в Дели.
Став взрослым, Балрам стремится стать личным водителем для младшего сына «Аиста» Ашока, который вернулся из США со своей женой Пинки, выросшей в Нью-Йорке. Он полагает, что это самый быстрый способ выбраться из бедности. Балрама нанимают в качестве второго водителя семьи. Он шантажирует водителя номер один, чтобы тот уволился, угрожая в противном случае рассказать «Аисту» о том, что он мусульманин («Аист» очень не любил и презирал мусульман). Под давлением Балрама водитель номер один уволняется, что позволяет Балраму переехать вместе с Ашоком и Пинки, в Дели. В отличие от других членов своей семьи, Ашок и Пинки в целом относятся к Балраму из низшей касты с уважением и в конечном итоге сближаются с ним, хотя всё ещё рассматривают его как слугу, и ему это неприятно. Во время поездки домой Балрам играет с ними и заставляет их проявлять уважение к деревьям и дорогам, говоря им, что они божественны. Он обнаруживает, что его бабушка заключила для него брак по договоренности, когда он задержал отправку денег. Не желая возвращаться к своей старой жизни, он разрывает контакты со своей семьей и вообще перестаёт присылать им деньги.
В день рождения Пинки она и Ашок напиваются и заставляют Балрама позволить Пинки вести машину, в результате чего она случайно сбивает насмерть ребёнка. Пинки в панике предлагает вызвать полицию и вызвать скорую помощь, но Балрам с Ашоком отговаривают её, и все трое скрываются с места преступления. На следующее утро, «Аист» вызывает Балрама к себе и убеждает его взять на себя вину за инцидент и подписать чистосердечное признание за преступление, которого он не совершал. В результате этого эпизода и Балрам, и Пинки разочаровываются в Ашоке и его семье. Пинки покидает Ашока, чтобы вернуться в Америку, оставив Балрама эмоционально поддерживать его. Тем не менее, Балрам начинает использовать Ашока в своих интересах, когда начинает чувствовать, что его по-прежнему считают слугой, предъявляя ему поддельные квитанции за ремонт и используя машину в качестве нелицензированного такси. Одновременно Балрама одолевает навязчивый страх, что его заменят на другого водителя.
Балрам замечает красную спортивную сумку, которую Ашок приносит с собой на деловые встречи, и вскоре узнает, что она заполнена деньгами для взяток, которые Ашок дает коррумпированным правительственным чиновникам за незаконную добычу угля. Балрам думает украсть сумку, но опасается того, что «Аист» может сделать с его семьей в наказание. Бабушка Балрама неожиданно отправляет одного из его младших племянников жить с ним, чтобы тот стал водителем, как Балрам, а также грозит прислать его невесту, если тот не станет вновь отправлять ей деньги. Одновременно он узнаёт, что Ашок нанял нового водителя, чтобы заменить Балрама. У него наступает «прозрение» после встречи с белым тигром в зоопарке. Отвозя Ашока на встречу, Бальрам убивает его и забирает сумку и деньги, сбегая из города со своим племянником. Подразумевается, что «Аист» в отместку убивает всю семью Балрама, а полиция объявляет Балрама в розыск, но из-за своего слишком «обычного» лица он так и не пойман.
Вновь обосновавшись в Бангалоре, Балрам открывает частную службу такси для работников колл-центра, используя часть украденных денег для подкупа местной полиции в обмен на защиту и расправу с конкурентами. Он относится ко всем своим сотрудникам как к обычным людям и несёт личную и финансовую ответственность за любые инциденты, вызванные ими. Он добился успеха, сбежал из «курятника» (так он называет бедность) и начал новую, лучшую жизнь со своим племянником. Подписывая электронное письмо, Балрам раскрывает, что он также изменил свое имя на Ашока Шарма и иногда скучает по своему старому хозяину.